# Dave Sime
David William "Dave" Sime, född 25 juli 1936 i Paterson i New Jersey, död 12 januari 2016 i Miami Beach i Florida, var en amerikansk friidrottare (sprinter).
Sime blev olympisk silvermedaljör på 100 meter vid sommarspelen 1960 i Rom.